# Везувијан
Везувијан је зелени, смеђи, жути или плавкастозелени минерал, хемијске формуле Ca19(Al,Mg,Fe,Ti) 13[(SiO4)10(Si2O7)4](O,OH)10.
Силицијум понекад може бити замењен бором, натријумом или калцијумом.